# 메테인싸이올
메탄티올(영어: methanethiol) 또는 메틸 메르캅탄(영어: methyl mercaptan)은 화학식이 CH3SH인 유기 황 화합물이다. 독특한 부패한 냄새가 나는 무색 가스이다. 이것은 동물(인간 포함)의 혈액, 뇌, 대변 및 식물 조직에서 발견되는 천연 물질이다. 또한 일부 견과류 및 치즈와 같은 특정 식품에서 자연적으로 발생하기도 한다. 구취와 콧물 냄새를 일으키는 화합물 중 하나이다. 메테인싸이올은 가장 간단한 싸이올이며 때로는 MeSH로 약칭된다. 매우 가연성이다.

## 가스
천연가스 연료등에 부취제로 사용되기도 한다.

## 같이 보기
- 메티오닌

## 참고 문헌
- (Thiols-Mercaptans are s-containing organic compounds with the general formula RSH where R is any radical, especially ethyl mercaptan, C2H5SH.

From: Encyclopedia of Soils in the Environment, 2005)https://www.sciencedirect.com/topics/earth-and-planetary-sciences/thiols
- (Methionine Limitation Impairs Pathogen Expansion andBiofilm Formation Capacity  A. Jochim, T. Shi, D. Belikova, S. Schwarz, A. Peschel, S. Heilbronner)https://aem.asm.org/content/aem/85/9/e00177-19.full.pdf 보관됨 2020-03-06 - 웨이백 머신

1. 1 2 3 4 5 6 7 8  NIOSH Pocket Guide to Chemical Hazards. “#0425”. 미국 국립 직업안전위생연구소 (NIOSH).
2. 1 2  “Methyl mercaptan”. 《Immediately Dangerous to Life and Health Concentrations (IDLH)》. National Institute for Occupational Safety and Health (NIOSH).